# 下総源太朗
下総 源太朗（しもふさ げんたろう、1966年1月20日 - ）は、エンパシィ所属の俳優。演出家。千葉県出身。
趣味は殺陣、散歩、料理。特技は剣道（弐段）。
俳優ワークショップ「GEN’S WORKSHOP」主催。城西国際大学メディア学部講師。

## 出演

### 舞台
- 屋根裏
- 「CVR チャーリー・ビクター・ロミオ」
- だるまさんがころんだ
- アトリエ・ダンカン「青空のある限り」（作:坂手洋二／演出:栗山民也）
- 東宝「深川しぐれ」（原作:北原亞以子／脚本:マキノノゾミ／演出:栗山民也）
- 「プラトーノフ」（作:A・チェーホフ／構成・演出:松本修／シアタートラム）
- 演劇企画集団THE・ガジラ「貧りと瞋りと愚かさと」「ベクター」「ヒカルヒト」
- NYシアター・ジャパン・プロダクションズ「景清拘留」（主演）
- ひょうご舞台芸術+キャスター・ウエストエンドシアター「二十世紀」
- 二兎社「新・明暗」（原作:夏目漱石／作・演出:永井愛）
- 「欲望という名の電車」（原作:テネシー・ウィリアムズ／脚色・構成・演出:ノゾエ征爾）
- 流山児★事務所「無頼漢」（作:寺山修司／脚本:佃典彦／演出:流山児祥／主演）
- 「現代能楽集III『鵺／NUE』」（監修:野村萬斎／作・演出:宮沢章夫／シアタートラム）
- 東京国際芸術祭リージョナルシアター・シリーズ「浮力」（作・演出:北川徹）
- 「かうしてPrologue」（作：久保田万太郎／演出：下総源太朗）
- ZORA「エレベーターの鍵／灰色の時刻、あるいは最後の客」（演出:下総源太朗）
- パティオ企画プロデュース「泉鏡花作品より　水の宿」（脚本・演出:木村繁）
- 「更地」（作:太田省吾／演出:阿部初美／川崎市アートセンターアルテリオ小劇場）
- 青空のある限り.SWING JAZZ STORY.PARCO劇場
- 黄色い月-レイラとリーのバラッド-（2012年3月14日 - 3月18日／ザ・スズナリ）- フランク 役
- 『室内』メーテルリンク作（2013年6月／SPAC-静岡県舞台芸術センター）
- エドワード二世（2013年、第21回読売演劇大賞・最優秀演出家賞受賞作品／作・マーロウ／演出・森新太郎／新国立劇場）- ギャヴェストン役
- 皆既食 -Total Eclips-（2014年11月7日 - 11月29日、Bunkamuraシアターコクーン/12月4日 - 12月7日、シアターBRAVA!、作：クリストファー・ハンプトン、演出：蜷川幸雄）[1]
- 東海道四谷怪談（演出・森新太郎／2015年6月／新国立劇場）
- 靑い種子は太陽のなかにある（2015年8月10日 - 9月13日、東京・Bunkamuraオーチャードホール／大阪・オリックス劇場／演出：蜷川幸雄）
- ヘンリー四世・第一部‐混沌‐・第二部‐戴冠‐（2016年11月-12月、新国立劇場・中劇場）
- 『君が人生の時』（2017年6月新国立劇場演劇、作：ウィリアム・サローヤン、翻訳：浦辺千鶴、演出：宮田慶子）
- 『ヘンリー五世』（2018年5月17日 - 2018年6月3日作：ウィリアム・シェイクスピア、翻訳：小田島雄志、演出：鵜山仁／新国立劇場・中劇場）-フランス軍ーボン公役
- 『オレスティア』（2019年６月６日-2019６月30日　新国立劇場　原作：アイスキュロス　作：ロバート・アイク　翻訳：平川大作　演出：上村聡史）
- 座・高円寺レパートリー　男たちの中で～In the Company of Men～、作：エドワード・ボンド、翻訳：堀切克洋、演出：佐藤信
- PARCO劇場オープニング・シリーズ第１弾「ピサロ」 ２０２０年３月１３日～４月２０日  渋谷PARCO劇場  作：ピーター・シェーファー演出：ウィル・タケット
- リチャード二世　（2020/10/2(金) ～ 2020/10/25(日)  新国立劇場　［作］ウィリアム・シェイクスピア ［翻訳］小田島雄志 ［演出］鵜山仁）
- チョコレート・ドーナツ （2020/12/7～1/3１ 渋谷PARCO劇場他［原作］トラヴィス・ファイン／ジョージ・アーサー・ブルーム［翻案・脚本］谷賢一［訳詞］及川眠子［演出］宮本亞門）
- ピサロアンコール上演(渋谷PARCO劇場　2021年5月15日～ 2021年6月6日）

- 弥次喜多オペレッタ 清水版 江尻の宿 旅路の正夢 十返舎一九「東海道中膝栗毛」より. 22/2/23(水). 静岡市清水文化会館(マリナート) 大ホール
- エンパシィプロデュース 『破れた魂に侵入-Life Line-』2022年10月30日〜11月6日  雑遊 作・清水邦夫 演出・早船聡
- 座・高円寺レパートリー公演『アメリカン・ラプソディ』作：斎藤 憐　演出：佐藤 信　2022年12/21~12/23　座・高円寺
- 『カスパー』　作 ペーター・ハントケ　翻訳　池田信雄　演出 ウィル・タケット　２０２３年３月１９日〜３月３１日　東京芸術劇場シアターイースト

### 映画
- おかえり、はやぶさ
- オートバイ少女
- 写楽
- きいろいゾウ
- ナミヤ雑貨店の奇跡
- 私の見た世界[2]

### テレビドラマ
- 櫂
- 龍馬伝ほか（NHK）
- 新参者（TBSテレビ）
- 母親失格
- 非婚同盟（フジテレビ系東海テレビ制作）
- 点と線
- 相棒（テレビ朝日）
  - Season8
  - Season12 第12話「崖っぷちの女」（2014年1月15日） - 前田智文 役
- 刑事殺し 第1作（2007年） ‐ 田淵浩二 役
- 必殺仕事人2009（テレビ朝日） - 牧山有三 役
- 朝食亭（WOWOW）
- 去りゆく日に（テレビ東京）
- 広域警察（テレビ朝日系朝日放送制作）
- ST 赤と白の捜査ファイル（日本テレビ）- 小松貞夫 役
- 月曜ゴールデン・十津川警部シリーズ45志賀高原殺人事件〜黒姫伝説の謎〜』（2011年10月10日、TBS）
- テッペン!水ドラ!!『死幣ーDEATH CASHー』（2016年7月13日、TBS）
- 今夜もLL♡（LIVE&LOVE）エピソード3「僕らのライブ大事件」（2017年6月7日 - TOKYO MXテレビ）
- 西郷どん（2018年1月 - 、NHK） - 黒葛原源助 役
- 透明なゆりかご（2018年） - 西川勝敏 役
- 執事 西園寺の名推理2（2019年） - 仁科康介 役
- 大富豪同心（2019年） - 滝蔵 役
- 今夜はコの字で 第1シリーズ（2020年） - 「カネス」大将 役
- 錦糸町パラダイス〜渋谷から一本〜（2024年） - 町田哲弥 役[3]